# Efter stormen
För andra betydelser, se Efter stormen (olika betydelser).
Efter stormen är ett studioalbum från 1987 av den svenska popsångerskan Marie Fredriksson. Albumet återutgavs 2002 till CD i boxen "Kärlekens guld", då på skivmärket Capitol.
För albumet fick hon även Rockbjörnen i kategorin "Årets svenska skiva". 

## Låtlista

### LP/MK
Sida A
1. Längtan (Intro) - (Lindbom/Fredriksson) - 1:42
2. Om du såg mej nu - (Lindbom/Fredriksson) - 4.22
3. Efter stormen - (Lindbom/Fredriksson) - 4:02
4. Kärlekens skuld - (Lindbom/Fredriksson) - 4.51
5. Aldrig som främlingar - (Ulf Schagerström) - 4:55
6. Bara för en dag - (Lindbom/Fredriksson) - 4.42

Sida B
1. Längtan - (Lindbom/Fredriksson) - 4:18
2. Låt mej andas - (Lindbom/Fredriksson) - 4.37
3. Kaffe och tårar - (Lindbom/Fredriksson) - 4:02
4. Även vargar måste välja - (Lindbom/Fredriksson) - 2:46
5. När vindarna vänt - (Lindbom/Fredriksson) - 4:12
6. Jag brände din bild - (Lindbom/Fredriksson) - 6.01

### CD
1. Längtan (Intro) - (Lindbom/Fredriksson) - 1:42
2. Om du såg mej nu - (Lindbom/Fredriksson) - 4.22
3. Efter stormen - (Lindbom/Fredriksson) - 4:02
4. Kärlekens skuld - (Lindbom/Fredriksson) - 4.51
5. Aldrig som främlingar - (Ulf Schagerström) - 4:55
6. Bara för en dag - (Lindbom/Fredriksson) - 4.42
7. Längtan - (Lindbom/Fredriksson) - 4:18
8. Låt mej andas - (Lindbom/Fredriksson) - 4.37
9. Kaffe och tårar - (Lindbom/Fredriksson) - 4:02
10. Även vargar måste välja - (Lindbom/Fredriksson) - 2:46
11. När vindarna vänt - (Lindbom/Fredriksson) - 4:12
12. Jag brände din bild - (Lindbom/Fredriksson) - 6.01
13. Varmt och djupt - (Lindbom/Fredriksson) - 4:33 [Bonusspår på 2002 års CD-utgåva, B-Sida på Efter Stormen singeln]
14. Ut ur skuggan, in i solen - (Lindbom/Fredriksson) - 4.21 [Bonusspår på 2002 års CD-utgåva, Inspelad av gruppen Triad 1988]
15. En stund - (Ulf Schagerström) - 5:38 [Bonusspår på 2002 års CD-utgåva, Outtake]

## Medverkande
- Bas, Percussion - Ricky Johansson
- Trummor - Pelle Andersson
- Gitarr - Staffan Astner
- Keyboards - Leif Larsson
- Körsång - Ki Rydberg, Tove Naess, Marie
- Synthesizer - Per Malmstedt
- Stråk och Blås arrangemang - Henrik Janson, Ulf Janson
- Mandolin (Låt 7) - Jörgen Astner
- Saxofon (Låt 9) - Erik Häusler
- Cello (Låt 5 & 12) - Elemér Lavotha, Mikael Sjögren
- Fagott (Låt 5) - Jan-Erik Skoglund
- Flöjt (Låt 5) - Andreas Alin
- Valthorn (Låt 5) - Sara Aronson
- Oboe (Låt 5) - Mårten Larsson
- Kontrabas (Låt 12) – Ingalill Hillerud, Tomas Gertonsson
- Trumpet (Låt 12) - Leif Lindvall
- Viola (Låt 12) - Arne Stenlund, Sten-Johan Sunding
- Violin (Låt 12) - Anette Vistrand, Kalle Moraeus, Mikael Lundblad, Thomas Lundblad [3][4]

## Listplaceringar
| Lista (1987-1988) | Topplacering |
| ----------------- | ------------ |
| Sverige           | 1            |

### Fotnoter
1. ↑  ”Aftonbladet”. 26 februari 2000. http://wwwc.aftonbladet.se/noje/special/rockbjorn00/gamla.html. Läst 1 maj 2011.
2. ↑  ”musicbrainz.”. https://musicbrainz.org/release/d651ae64-3422-4477-8a63-f72608006e99. Läst 24 januari 2025.
3. ↑  ”musicbrainz.”. https://musicbrainz.org/release/d651ae64-3422-4477-8a63-f72608006e99/cover-art. Läst 24 januari 2025.
4. ↑  Information från CD-utgåvans texthäfte.
5. ↑  Listplacering